# Lucia Anguissola
Lucia Anguissola (* zwischen 1537 und 1542 in Cremona; † 1565 wahrscheinlich in Cremona) war eine italienische Malerin.

## Leben
Anguissola war als Porträtistin tätig. Sie war die drittälteste Tochter des Amilcare Anguissola und seiner Ehefrau Bianca (geborene Ponzona) sowie die Schwester der ebenfalls fast alle als Malerinnen tätigen Anna Maria, Elena, Europa, Minerva (Schriftstellerin) und Sofonisba Anguissola, die 1559 als Hofdame der Königin Isabella von Valois an den spanischen Hof kam und bis 1574 ın Madrid lebte. Sie hatte auch einen Bruder namens Asdrubale (* 1551). Ihre Werke verraten einen deutlichen Einfluss durch die ältere Schwester, die auch ihre Lehrerin war. Sie schickte ihrer Schwester ein Bildnis ihrer Großmutter, das in der königliche Sammlung in Madrid verblieb. Als Giorgio Vasari die Familie 1566 besuchte, war Lucia bereits verstorben. Vasari rühmte besonders zwei ihrer Bildnisse, das des Herzogs von Sessa und das des Arztes Pietro Maria (Martire) Ponzone aus Cremona (auf der Stuhllehne signiert mit: Lucia Anguissola Amilcaris F. Adolescens). Der Arzt war ihr Großvater mütterlicherseits und das Gemälde wurde von ihrem Vater ebenfalls 1568 an die Schwester nach Madrid geschickt. 1686 gehörte es zum Inventar des Alcazars in Madrid und verblieb in den königlichen Sammlungen. Die Pinacoteca communale in Brescia erwarb ein ihr gefertigtes rundes Brustbild eines jungen Mädchens (ihre Schwester Europa darstellend).
Lucia malte vorwiegend Porträts. Den wenigen signierten Werken versuchte die Kunstwissenschaft einige weitere Werke an die Seite zu stellen, die manchmal auch ihrer Schwester Sofonisba zugeschrieben werden. Sie stand laut Vasari ihrer Schwester nicht nach. Er lobte insbesondere, dass die junge Frau es so gut verstand, Menschen abzubilden, dass es schien, als könne niemand Porträts malen die der lebenden Person so sehr ähnelten wie die ihren. Was aus ihren Bildnissen des Herzogs von Sessa und des Architekten Benedetto Ala wurde, ist unbekannt.

## Werke

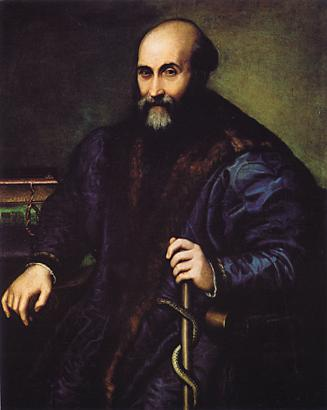
Bildnis des Arztes Pietro Maria Ponzone, 1560

- Bildnis eines kleinen Mädchens (Europa Anguissola, Öl auf Holz, zugeschrieben) Brescia, Pinacoteca Tosio Martinengo
- Drei Kinder mit Hund. (zugeschrieben) Corsham Court, Collection Methuen
- Bildnis des Arztes Pietro Maria Ponzone von Cremona. um 1560 (Öl auf Leinwand) Madrid, Museo del Prado[2]
- Mutter Bianca Ponzoni Anguissola um 1560 (Öl auf Leinwand), Rom, Galleria Borghese
- Bildnis der Minerva Anguissola. Mailand, Museo Poldi Pezzoli
- Maria mit dem Kinde. 1555 Ravenna, Privatsammlung

Verbleib unbekannt
- Bildnis eines jungen Edelmanns mit ruhendem Hund. (zugeschrieben – ehemals Coll. Cook in Richmond)
- Nähendes Mädchen. (zugeschrieben – ehemals Coll. Berberyan in New York)

Familienporträts
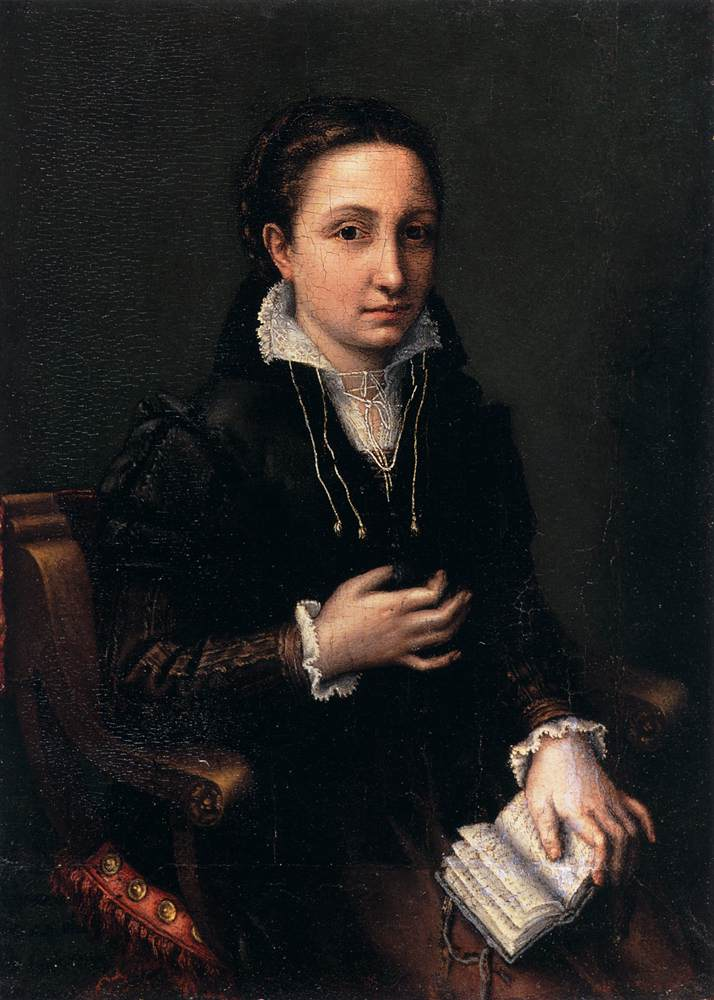
Selbstporträt
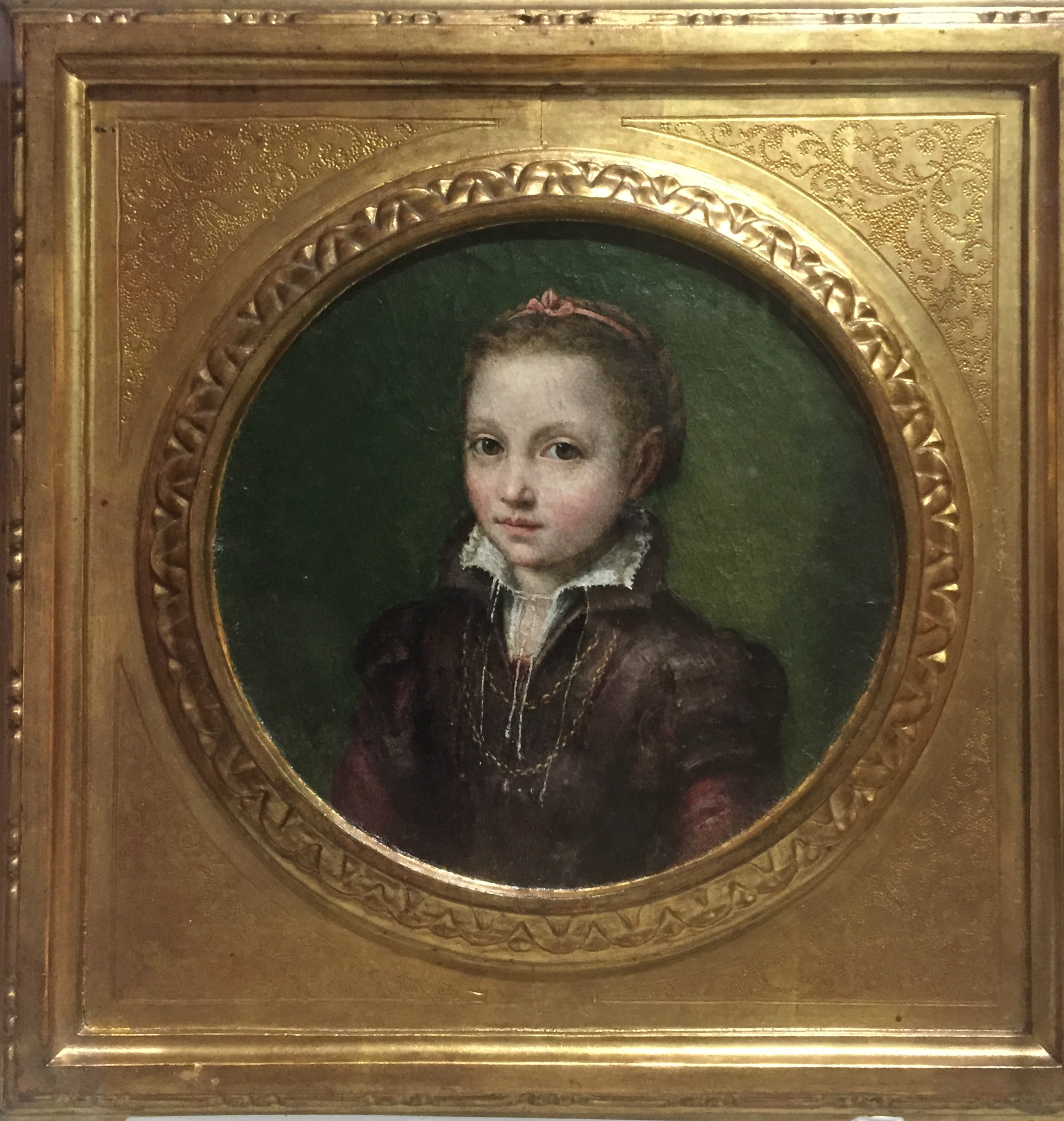
Schwester Europa
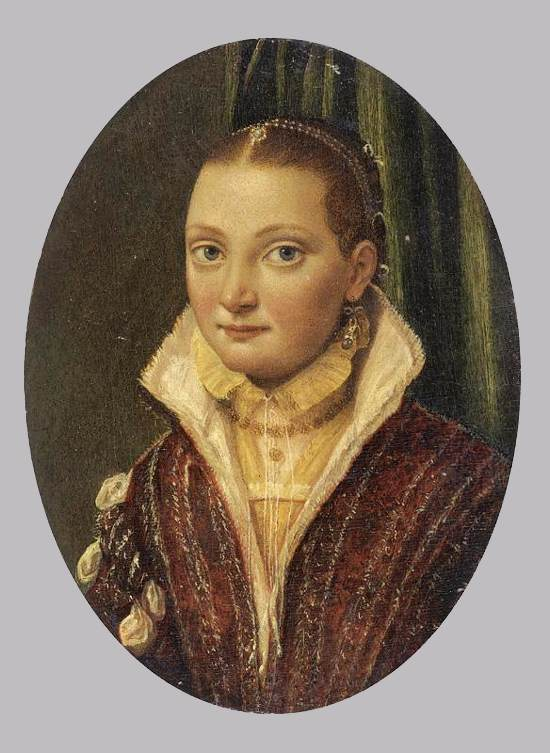
Schwester Sofonisba